# Odra Wodzisław
A Odra Wodzisław egy labdarúgócsapat Wodzisław Śląskiban, Lengyelországban. A csapatot 1922-ben alapították, színei: piros és kék.

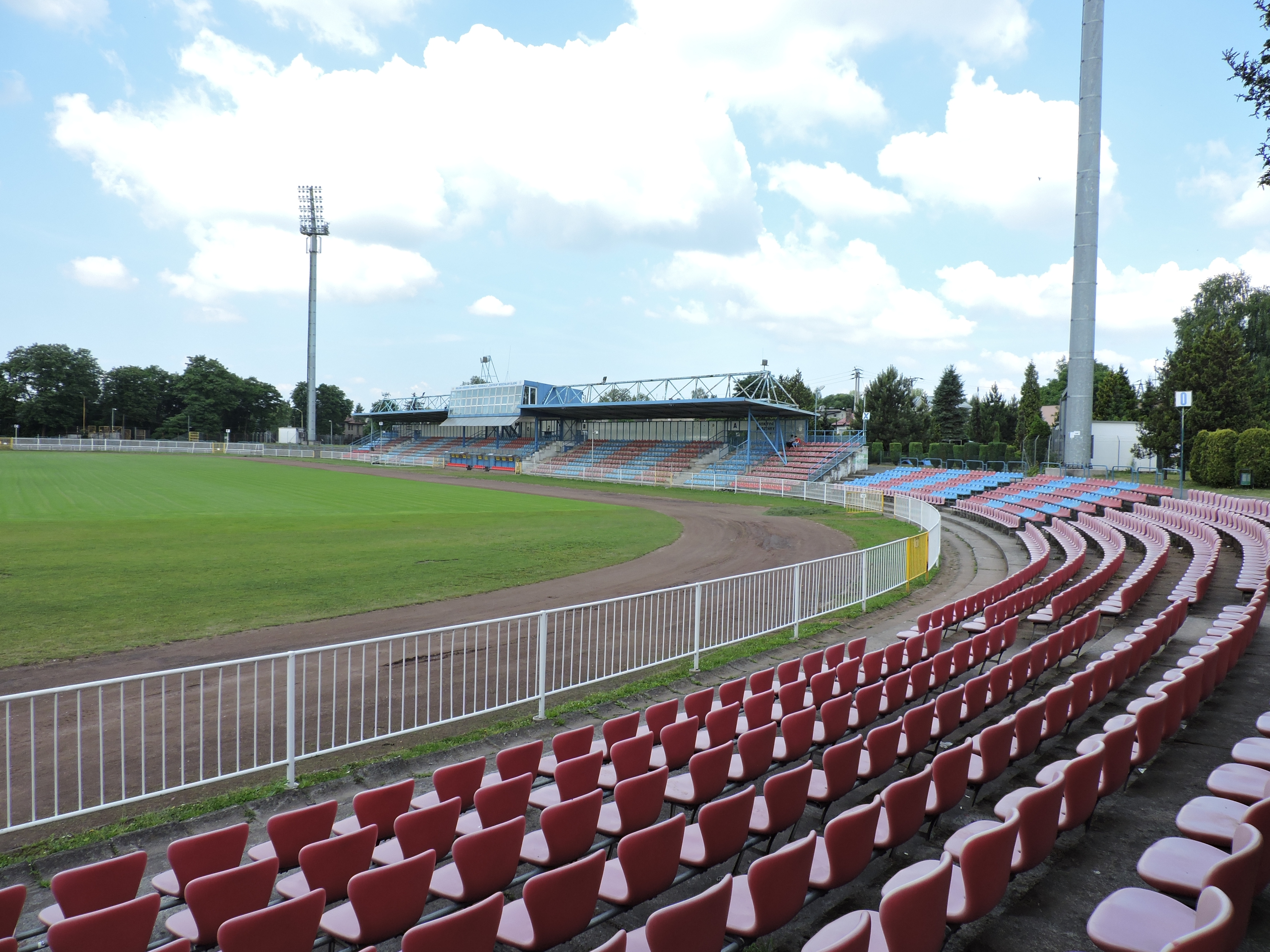